# Młyn Górny w Malborku
Młyn Górny w Malborku (Młyn Piekarski) – zabytkowy, gotycki młyn w Malborku.
Zbudowany ok. 1400 roku z cegły. Napędzany był wodami Młynówki Malborskiej. W 1718 roku spłonął. Odbudowany przy pomocy króla polskiego Augusta II Mocnego. Przetrwał II wojnę światową, do końca której pracował jako młyn parowy. Od 1956 widnieje w rejestrze zabytków. W latach 70. młyn został odremontowany.